# 赤衛軍村區 (克里米亞)
赤卫军村区（烏克蘭語：Красногвардійський район），乌克兰自2016年起称之为库尔曼区（烏克蘭語：Курманський район），是法理上烏克蘭克里米亞自治共和國的一個旧區，但事实上是俄罗斯克里米亞共和國的一个区。該區位於克里米亞半島中部。行政中心為赤卫军村。人口数量为91,300人。

## 2020年乌克兰行政区划改革
2020年7月乌克兰在全境实行了行政区划改革，包括当时被俄罗斯占领的克里米亚半岛。克里米亚自治共和国的14个区和11个共和国直辖市重组为10个区。库尔曼区的范围扩大，包括了原库尔曼区及原五一村区。设立新区的法律在2023年9月7日正式生效，但由于乌克兰并未实际控制克里米亚，故事实上新区并未真正运作。

## 人口
根據2001年之烏克蘭人口普查，該地區的人口為93,782人。民族構成：
- 俄羅斯人 — 48,7 %
- 烏克蘭人 — 27,3 %
- 克里米亞韃靼人 — 16,7 %
- 白俄羅斯人 — 2,2 %
- 波蘭人 — 0,2 %[6]。

人口自2013年6月1日統計為91,124人。其中城鎮人口為22,365人(24.54%)，農村人口為68,759人(75.46%)。